# Google Câmera
O Google Câmera é um aplicativo de câmera desenvolvido pelo Google para o sistema operacional Android, lançado na Google Play Store no dia 16 de abril de 2014. Era inicialmente compatível com todos os dispositivos com Android 4.4 KitKat e versões superiores, mas desde 17 de fevereiro em 2017 é oficialmente compatível apenas com dispositivos Google Pixel.

## Leitura complementar
- «How to Get the Most Out of the New Google Camera for Android». Lifehacker. 18 de junho de 2014. Consultado em 12 de novembro de 2017